# Sejfulla Malëshova

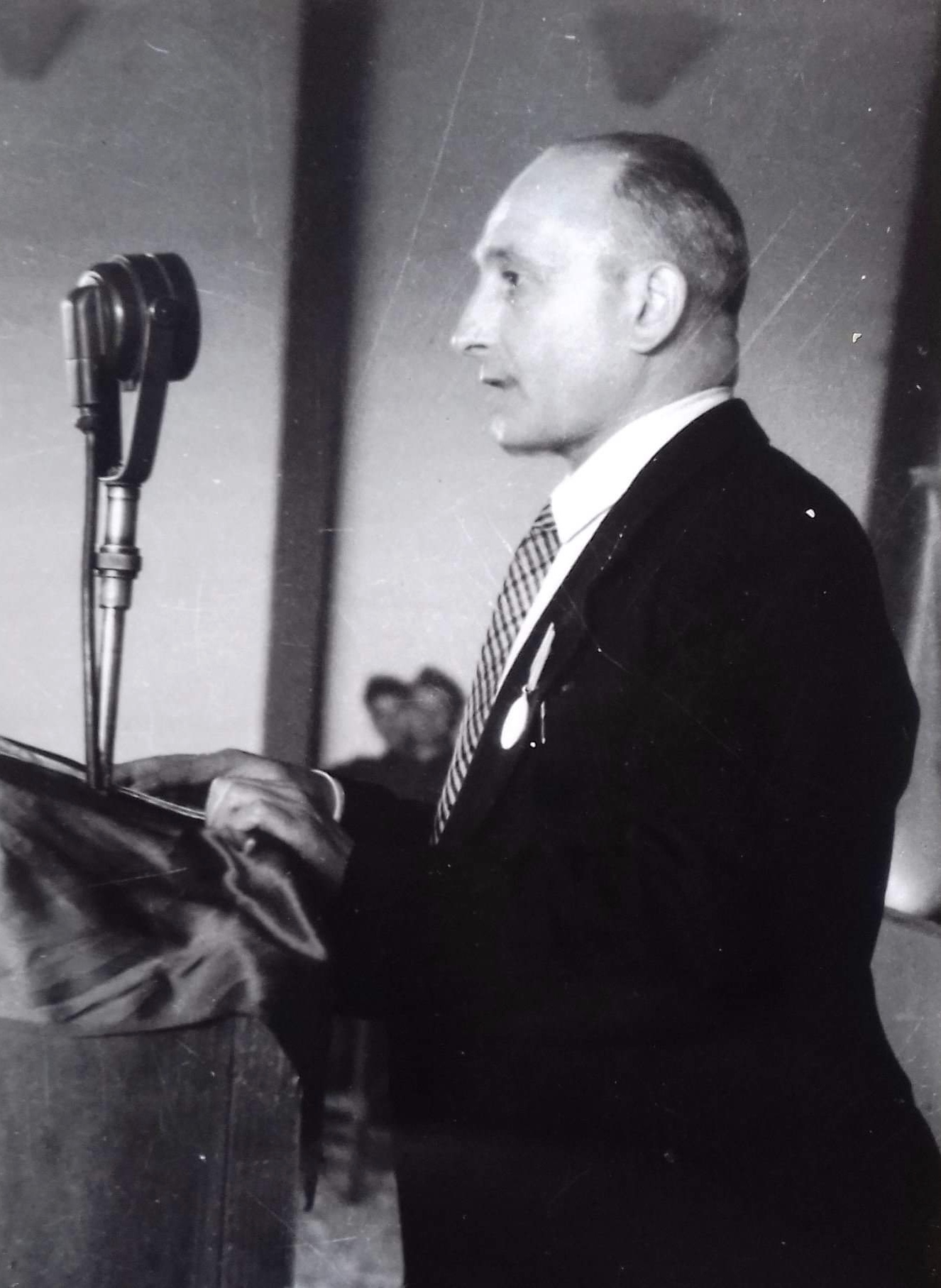
Sejfulla Malëshova während einer Rede 1945

Sejfulla Malëshova, Pseudonym Lamë Kodra (* 2. März 1901 in Limar; † 9. Juni 1971 in Fier), war ein albanischer Lyriker, Politiker und hoher Funktionär der Kommunistischen Partei Albaniens (PPSh).

## Leben
Malëshova stammte aus dem Përmet-Gebiet im südlichen Albanien. Nach einem Studium der Medizin in Italien nahm er 1924 als persönlicher Sekretär des albanisch-orthodoxen Bischof und Politiker Fan Noli aktiv an der von Noli geführten sogenannten Junirevolution teil. Nach dem Sturz der Regierung Noli floh Malëshova nach Paris und von dort weiter nach Moskau, wo er sich 1930 der kommunistischen Partei anschloss und Marxismus-Leninismus studierte. 1932 wurde er als Bucharinist aus der Partei wieder ausgeschlossen. Später arbeitete er im Komintern.
Nach der italienischen Besetzung Albaniens 1939 ging Malëshova in den Widerstand und kämpfte als Partisan und selbsternannter „Rebellendichter“ gegen die italienischen und deutschen Besatzungstruppen. 1942 wurde er Mitglied des von den Kommunisten dominierten Führungsrats der albanischen Befreiungsbewegung LNÇ („Levizja Nacional Çlirimtare“) und 1943 Mitglied des Generalstabs der albanischen Volksbefreiungsarmee. Er war eines der Gründungsmitglieder der kommunistischen Partei Albaniens und Mitglied des Zentralkomitees sowie des Politbüros.

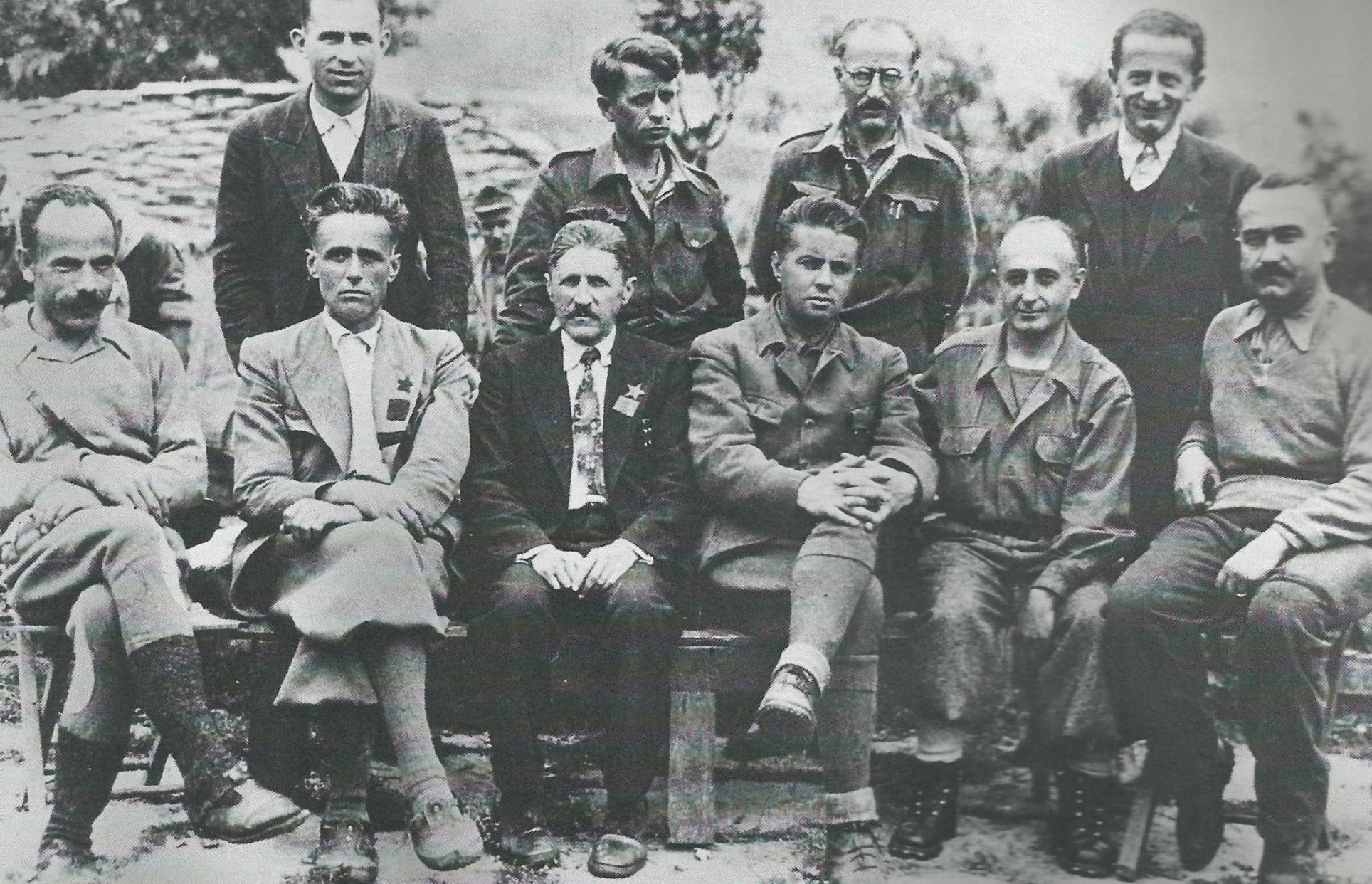
Malëshova sitzend zweiter von rechts neben Enver Hoxha und anderen Mitgliedern der Demokratischen Regierung von 1944

1944 wurde er zum „Minister für Kultur und Propaganda“ ernannt. Im gleichen Jahr wählte man ihn außerdem zum Präsidenten der im Oktober 1945 neu gegründeten „Liga der albanischen Schriftsteller“. Als Kulturminister verfolgte Malëshova einen relativ liberalen Kurs und versuchte, auch nichtkommunistische Schriftsteller wie Gjergj Fishta in den kulturellen Kanon des neuen Staates zu integrieren. Seine undogmatische Veröffentlichungspolitik brachte ihn mehrfach in Gegensatz zu Enver Hoxha, KP-Generalsekretär und Ministerpräsident. Außenpolitisch vertrat er die Position, dass ein Bruch mit den westlichen Alliierten vermieden werden sollte. Auf seine Anregung hin wandte sich der Schriftstellerverband mit der Bitte um Anerkennung Albaniens an Harry Truman und Clement Attlee.
Malëshova wurde zum Sprecher einer der zwei Fraktionen innerhalb der KP Albaniens, die um die Vormacht innerhalb der Partei kämpften: Auf der einen Seite standen die sogenannten „Intellektuellen“ oder „Gemäßigten“ um Malëshova, Generalstabschef Mehmet Shehu und Wirtschaftsplanungschef Nako Spiru, auf der anderen die sogenannten „Arbeiter“ unter Führung von Koçi Xoxe, Vizepremier, Innenminister und Leiter des Staatssicherheitsdienstes Sigurimi. Anfangs betrafen die Streitigkeiten das Tempo der sozialistischen Umgestaltung des Landes. Dahinter ging es aber eigentlich um die Frage, wie weit der Einfluss von Titos Jugoslawien auf Albanien gehen sollte.
Im Februar 1946 beschuldigte Xoxe mit jugoslawischer Rückendeckung Malëshova und seine Anhänger als „Rechtsabweicher“ und „Jugoslawienfeinde“. Malëshova wurde ferner vorgeworfen, er propagiere eine „opportunistische und liberale Politik“ gegenüber den „imperialistischen Ländern“. Er wurde aus seinen Ämtern entlassen und aus der Parteiführung ausgeschlossen. Es folgte eine Säuberungsaktion unter den albanischen Schriftstellern. In den nächsten Monaten verschärften sich die Auseinandersetzungen zwischen den „Nationalisten“ um Hoxha und dem jugoslawienfreundlichen Flügel unter Xoxe. Im Mai 1947 ließ Xoxe neun antijugoslawische Mitglieder der Volksversammlung, darunter Malëshova, verhaften. Sie wurden vor das von Xoxe kontrollierte Volksgericht gestellt und wegen „staatsfeindlicher Tätigkeit“ zu langen Gefängnisstrafen verurteilt. In der Zwischenzeit war Malëshova anscheinend in die Sowjetunion verschleppt gewesen.
1948 begann nach dem Bruch zwischen Tito und Stalin eine Welle von Säuberungen innerhalb der kommunistischen Parteien der unter sowjetischem Einfluss stehenden Ostblockstaaten. Die Säuberungen in Albanien führten zum Sturz von Xoxe und im Mai 1949 zu seiner Hinrichtung als Titoist. Innerhalb eines Jahres wurde der gesamte jugoslawische Flügel der albanischen Partei entmachtet und getötet oder interniert. Zahlreiche führende Kommunisten, die von Xoxe aus ihren Positionen entfernt worden waren, wurden rehabilitiert und übernahmen wieder hohe Staats- und Parteiämter. Nicht so Malëshova. Er wurde zwar nach zwei oder drei Jahren Haft, die er in Ballsh verbüßte, entlassen, musste aber den Rest seines Lebens als Lagerist in der Provinzstadt Fier verbringen. Als er 1971 an Blinddarmentzündung starb, waren bei seiner Beerdigung nur seine Schwester, der Totengräber und zwei Sigurimi-Agenten anwesend.
In seinem Buch The Titoites denunzierte Enver Hoxha 1982 Malëshova rückwirkend als petty-bourgeois, liberalen Demokraten und Trotzkisten: „Es ist eine Tatsache, dass sein Wert zur Zeit des Krieges Null war. Er tat nichts, führte keine ihm übergebene Aufgabe aus, brachte trotz angeblicher Fähigkeit mit dem Stift umzugehen nicht einmal ein erbärmliches Flugblatt zustande. Er war ein Musterbeispiel für Faulheit. Ich weiß nicht, wie und aus welcher Quelle sein Ruf als ‚Professor des Marxismus-Leninismus in Moskau‘ kommt, denn er hat nicht einen einzigen Vortrag vorbereitet. Seine politischen Ideen waren in vielen Fällen falsch und eindeutig liberal. Er war ein Pöstchenjäger, der Kriecherei und den Genuss von Privilegien mochte und der Prototyp eines unbedeutenden Bourgeois ... Außer mir machte sich niemand die Mühe, diesem Größenwahnsinnigen zuzuhören.“

## Dichterisches Werk

Vepra letrare (1998)

Den überwiegenden Teil seines lyrischen Werks verfasste Malëshova unter seinem Dichterpseudonym „Lamë Kodra“ im Exil, so 1935 das Gedicht Rebellendichter (Poeti Rebell):

„Hört mir zu, Männern und Frauen, in jedem Ort,

Aus Tirana wurde befohlen mich einzufangen.

Auf den Hügeln, im Tal, auf den Feldern
 folgen mir ihre Patrouillen, auf jedem Schritt.

Ich fürchte ihre Jagdhunde nicht und ihre Pistolen,

Ich bin fort, auf meinem Weg, Pfad für Pfad,

Ich bin fort und finde Schutz, Haus für Haus,

Überall in meinem Land hab ich ein Lager.

Ich bin ein Krimineller, ein Rebell und ich bin stolz darauf, ...

Mein Mund ist voller Lieder des Krieges und des Feuers,

Ein Lagerhaus voller Waffen ist in meiner Brust, ...

Vers, mein Vers, fliegt wütend fort wie eine Bombe,

Geh hinaus wie Kriegsschrei, weh wie eine Fahne.“

 In Buchform wurden seine Gedichte in albanischer Sprache erstmals 1945 unter dem Titel Vjersha in Tirana veröffentlicht. 1998 erschien auf Albanisch und Englisch eine neue Ausgabe seiner Werke.